# Kacper (film)
Kacper (ang. Casper) – amerykański film familijny z 1995 roku, zrealizowany w technologii live-action.
Otrzymał w większości negatywne recenzje; serwis Rotten Tomatoes przyznał mu wynik 44%.

## Fabuła
Carrigan Crittenden dziedziczy po ojcu stary zamek w Wipstaff, gdzie według legendy mieści się skarb. Na miejscu okazuje się, że zamek jest nawiedzony przez duchy. Nie mogąc dać sobie z nimi rady, wynajmuje wysokiej klasy fachowca – doktora Harveya, pogromcę duchów. Doktor wprowadza się do Wipstaff wraz z córką Kat, która zaprzyjaźnia się z jednym z czwórki duchów – Casprem...

## Obsada
- Malachi Pearson – Casper McFadden (głos)
- Bill Pullman – James Harvey
- Christina Ricci – Kathleen „Kat” Harvey
- Cathy Moriarty – Carrigan Crittenden
- Eric Idle – Paul „Dibbs” Plutzker
- Amy Brenneman − Amelia Harvey
- Ben Stein – pan Rugg
- Don Novello – ojciec Guido Sarducci
- Fred Rogers – pan Rogers
- Joe Nipote – Ciągas  (głos)
- Joe Alaskey – Fetor  (głos)
- Brad Garrett – Sadło  (głos)
- John Kassir – strażnik krypty  (głos)
- Garette Ratliff Henson – Vic DePhillippi
- Jessica Wesson – Amber Whitmire
- Wesley Thompson – pan Curtis

i inni

## Wersja polska
Opracowanie i udźwiękowienie wersji polskiej: Studio Opracowań Filmów w Warszawie

Reżyseria: Miriam Aleksandrowicz

Dialogi polskie: Joanna Klimkiewicz

Dźwięk i montaż: Sławomir Czwórnóg

Kierownictwo produkcji: Andrzej Oleksiak

Wystąpili:
- Edyta Jungowska – Casper McFadden
- Dominika Sell – Kathleen „Kat” Harvey
- Andrzej Precigs – James Harvey
- Joanna Wizmur – Carrigan Crittenden
- Andrzej Grabarczyk – Paul „Dibbs” Plutzker
- Jan Janga-Tomaszewski – Sadło
- Mieczysław Morański – Fetor
- Jacek Czyż – Ciągas

oraz:
- Anna Apostolakis – Terry Murphy
- Miriam Aleksandrowicz – była pacjentka Harvey’ego
- Jerzy Mazur – Raymond Stantz
- Karina Szafrańska – Amelia
- Tomasz Grochoczyński – nauczyciel
- Henryk Łapiński – Fred Rogers
- Norbert Jonak – Nicky
- Wojciech Machnicki – egzorcysta
- Jacek Wolszczak

i inni
Lektor: Krzysztof Kołbasiuk

## Adaptacje książkowe
W 1995 roku w Stanach Zjednoczonych i Wielkiej Brytanii wydano oparte na filmie ilustrowane książki pod tytułem Casper: The Movie Storybook w adaptacji Leslie McGuire, Sherri Stoner i Deanny Oliver oraz Casper: The Novelization w adaptacji Lisy Rojany. W tym samym roku książka Lisy Rojany ukazała się w Polsce pod tytułem Casper nakładem wydawnictwa Prima w tłumaczeniu Tomasza Wyżyńskiego.